# Turkmeniella magnifica
Turkmeniella magnifica är en tvåvingeart som beskrevs av Paramonov 1940. Turkmeniella magnifica ingår i släktet Turkmeniella och familjen svävflugor.
Artens utbredningsområde är Turkmenistan. Inga underarter finns listade i Catalogue of Life.